# Världscupen i backhoppning 2014/2015

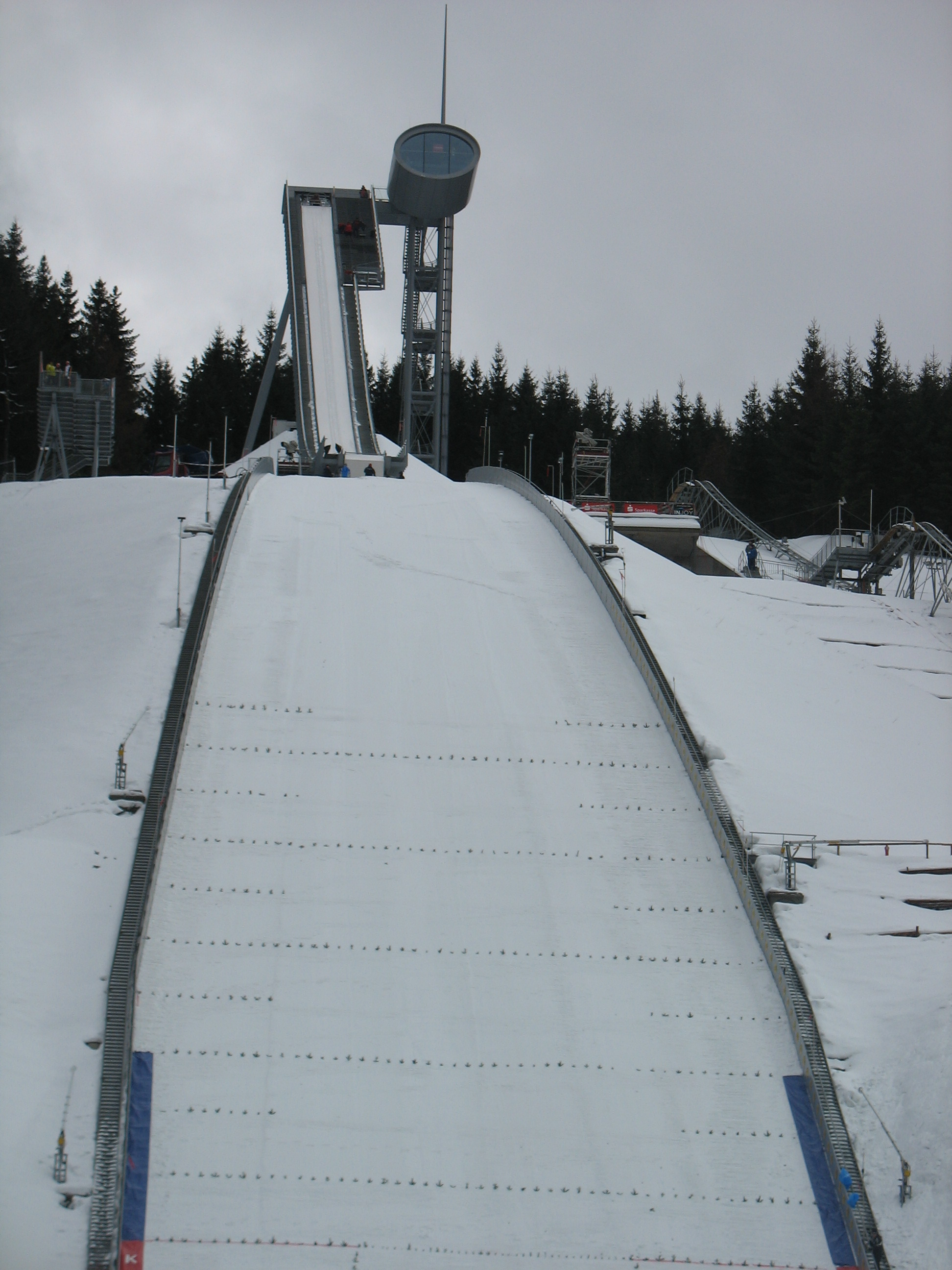
Hoppningsbacken i Vogtland Arena i Klingenthal, Tyskland. (2009)

Världscupen i backhoppning 2014/2015 var den 36:e världscupsäsongen i backhoppning genom tiderna för herrar, och den fjärde för damer. Världscupen för herrar startade den 22 november 2014 i Klingenthal, Tyskland, och avslutades den 22 mars 2015 i slovenska Planica. Damernas världscup startade den 5 december 2014 i Lillehammer, Norge, och avslutades i norska Oslo den 13 mars 2015.
Regerande vinnare från förra säsongen var Kamil Stoch, Österrike på herrsidan och Sara Takanashi, Japan på damsidan.
Den 20-28 februari 2015 arrangerades världsmästerskapen i nordisk skidsport, däribland backhoppning, i Falun, Sverige.

## Tävlingskalender - herrar
Herrarna kör 32 omgångar (+4 lag) säsongen 2014/2015.

### Individuella tävlingar
| Omgång                                                            | Datum                                       | Plats                                       | Backens namn                                | Disciplin                                   | Etta                      | Tvåa                  | Trea                          | Gula ledartröjan | Ref. |
| ----------------------------------------------------------------- | ------------------------------------------- | ------------------------------------------- | ------------------------------------------- | ------------------------------------------- | ------------------------- | --------------------- | ----------------------------- | ---------------- | ---- |
| 1                                                                 | 23 nov 2014                                 | Klingenthal                                 | Vogtlandarena                               | HS 140                                      | Roman Koudelka            | Stefan Kraft          | Andreas Wellinger             | Roman Koudelka   |      |
| 2                                                                 | 28 nov 2014                                 | Ruka                                        | Rukatunturi                                 | HS 142 (kväll)                              | Simon Amman               | Daiko Ito             | Noriaki Kasai                 | Simon Amman      |      |
| 3                                                                 | 29 nov 2014                                 | Ruka                                        | Rukatunturi                                 | HS 142 (kväll)                              | Simon Amman Noriaki Kasai | -                     | Severin Freund                | Simon Amman      |      |
| 4                                                                 | 6 dec 2014                                  | Lillehammer                                 | Lysgårdsbakken                              | HS 138 (kväll)                              | Gregor Schlierenzauer     | Anders Fannemel       | Michael Hayböck               | Simon Amman      |      |
| 5                                                                 | 7 dec 2014                                  | Lillehammer                                 | Lysgårdsbakken                              | HS 138                                      | Roman Koudelka            | Peter Prevc           | Michael Hayböck               | Roman Koudelka   |      |
| 6                                                                 | 13 dec 2014                                 | Nizjnij Tagil                               | Tramplin Stork                              | HS 134                                      | Anders Fannemel           | Gregor Schlierenzauer | Severin Freund                | Anders Fannemel  |      |
| 7                                                                 | 14 dec 2014                                 | Nizjnij Tagil                               | Tramplin Stork                              | HS 134                                      | Severin Freund            | Anders Fannemel       | Stefan Kraft                  | Anders Fannemel  |      |
| 8                                                                 | 20 dec 2014                                 | Engelberg                                   | Gross-Titlis-Schanze                        | HS 137                                      | Richard Freitag           | Roman Koudelka        | Jernej Damjan Michael Hayböck | Anders Fannemel  |      |
| 9                                                                 | 21 dec 2014                                 | Engelberg                                   | Gross-Titlis-Schanze                        | HS 137                                      | Roman Koudelka            | Simon Amman           | Michael Hayböck               | Anders Fannemel  |      |
| Tysk-österrikiska backhopparveckan (29 dec 2014 - 6 jan 2015)     |                                             |                                             |                                             |                                             |                           |                       |                               |                  |      |
| 10                                                                | 28 dec 2014                                 | Oberstdorf                                  | Schattenbergschanze                         | HS 137 (kväll)                              | Stefan Kraft              | Michael Hayböck       | Peter Prevc                   | Michael Hayböck  |      |
| 11                                                                | 1 jan 2015                                  | Garmisch-Partenkirchen                      | Große Olympiaschanze                        | HS 140                                      | Anders Jacobsen           | Simon Amman           | Peter Prevc                   | Michael Hayböck  |      |
| 12                                                                | 4 jan 2015                                  | Innsbruck                                   |                                             | HS 130                                      | Richard Freitag           | Stefan Kraft          | Simon Amman Noriaki Kasai     | Michael Hayböck  |      |
| 13                                                                | 6 jan 2015                                  | Bischofshofen                               | Paul-Ausserleitner-Schanze                  | HS 140 (kväll)                              | Michael Hayböck           | Noriaki Kasai         | Stefan Kraft                  | Michael Hayböck  |      |
| Tysk-österrikiska backhopparveckan – totalt                       | Tysk-österrikiska backhopparveckan – totalt | Tysk-österrikiska backhopparveckan – totalt | Tysk-österrikiska backhopparveckan – totalt | Tysk-österrikiska backhopparveckan – totalt | Stefan Kraft              | Michael Hayböck       | Peter Prevc                   |                  |      |
| Slut på Tysk-österrikiska backhopparveckan                        |                                             |                                             |                                             |                                             |                           |                       |                               |                  |      |
| 14                                                                | 10 jan 2015                                 | Tauplitz                                    | Kulm                                        | HS 200                                      | Severin Freund            | Stefan Kraft          | Jurij Tepeš                   | Michael Hayböck  |      |
| 15                                                                | 11 jan 2015                                 | Tauplitz                                    | Kulm                                        | HS 200                                      | inställt                  | inställt              | inställt                      |                  |      |
| 16                                                                | 15 jan 2015                                 | Wisła                                       | Malinka                                     | HS 134 (kväll)                              | Stefan Kraft              | Peter Prevc           | Severin Freund                | Stefan Kraft     |      |
| 17                                                                | 18 jan 2015                                 | Zakopane                                    | Wielka Krokiew                              | HS 134                                      | Kamil Stoch               | Stefan Kraft          | Severin Freund                | Stefan Kraft     |      |
| 18                                                                | 24 jan 2015                                 | Sapporo                                     | Ōkurayama                                   | HS 134 (kväll)                              | Peter Prevc               | Stefan Kraft          | Roman Koudelka                | Stefan Kraft     |      |
| 19                                                                | 25 jan 2015                                 | Sapporo                                     | Ōkurayama                                   | HS 134                                      | Roman Koudelka            | Kamil Stoch           | Peter Prevc                   | Stefan Kraft     |      |
| 20                                                                | 30 jan 2015                                 | Willingen                                   | Mühlenkopfschanze                           | HS 145 (kväll)                              | Kamil Stoch               | Peter Prevc           | Severin Freund                | Stefan Kraft     |      |
| 21                                                                | 1 feb 2015                                  | Willingen                                   | Mühlenkopfschanze                           | HS 145                                      | Severin Freund            | Rune Velta            | Roman Koudelka                | Stefan Kraft     |      |
| -                                                                 | 7 feb 2015                                  | Liberec                                     | Ještěd „A“                                  | HS 134                                      | inställt                  | inställt              | inställt                      |                  |      |
| -                                                                 | 8 feb 2015                                  | Liberec                                     | Ještěd „A“                                  | HS 134                                      | inställt                  | inställt              | inställt                      |                  |      |
| 22                                                                | 7 feb 2015                                  | Titisee-Neustadt                            | Hochfirstschanze                            | HS 142                                      | Severin Freund            | Stefan Kraft          | Peter Prevc                   | Stefan Kraft     |      |
| 23                                                                | 8 feb 2015                                  | Titisee-Neustadt                            | Hochfirstschanze                            | HS 142                                      | Anders Fannemel           | Kamil Stoch           | Roman Koudelka                | Peter Prevc      |      |
| 24                                                                | 14 feb 2015                                 | Vikersund                                   | Vikersundbakken                             | HS 225                                      | Peter Prevc               | Anders Fannemel       | Noriaki Kasai                 | Peter Prevc      |      |
| 25                                                                | 15 feb 2015                                 | Vikersund                                   | Vikersundbakken                             | HS 225                                      | Severin Freund            | Anders Fannemel       | Johann André Forfang          | Peter Prevc      |      |
| Världsmästerskapen i nordisk skidsport 2015 (18 feb - 1 mar 2015) |                                             |                                             |                                             |                                             |                           |                       |                               |                  |      |
| 26                                                                | 8 mar 2015                                  | Lahtis                                      | Salpausselkä                                | HS 130                                      | Stefan Kraft              | Severin Freund        | Anders Fannemel               | Stefan Kraft     |      |
| 27                                                                | 10 mar 2015                                 | Kuopio                                      | Puijo                                       | HS 127 (kväll)                              | Severin Freund            | Anders Bardal         | Stefan Kraft Simon Ammann     | Severin Freund   |      |
| 28                                                                | 12 mar 2015                                 | Trondheim                                   | Granåsen                                    | HS 140 (kväll)                              | Severin Freund            | Peter Prevc           | Rune Velta                    | Severin Freund   |      |
| 29                                                                | 14 mar 2015                                 | Oslo                                        | Holmenkollbakken                            | HS 134                                      | Severin Freund            | Peter Prevc           | Rune Velta                    | Severin Freund   |      |
| 30                                                                | 15 mar 2015                                 | Oslo                                        | Holmenkollbakken                            | HS 134                                      | Severin Freund            | Noriaki Kasai         | Peter Prevc Kamil Stoch       | Severin Freund   |      |
| 31                                                                | 20 mar 2015                                 | Planica                                     | Letalnica bratov Gorišek                    | HS 225                                      | Peter Prevc               | Jurij Tepeš           | Stefan Kraft                  | Severin Freund   |      |
| 32                                                                | 22 mar 2015                                 | Planica                                     | Letalnica bratov Gorišek                    | HS 225                                      | Jurij Tepeš               | Peter Prevc           | Rune Velta                    | Severin Freund   |      |

### Lagtävlingar
| Omgång | Datum       | Plats       | Backens namn             | Disciplin      | Etta                                                                          | Tvåa                                                                         | Trea                                                                  | Gula ledartröjan | Ref. |
| ------ | ----------- | ----------- | ------------------------ | -------------- | ----------------------------------------------------------------------------- | ---------------------------------------------------------------------------- | --------------------------------------------------------------------- | ---------------- | ---- |
| 1      | 22 nov 2014 | Klingenthal | Vogtlandarena            | HS 140 (kväll) | Tyskland Markus Eisenbichler Richard Freitag Andreas Wellinger Severin Freund | Japan Reruhi Shimizu Daiki Itō Noriaki Kasai Taku Takeuchi                   | Norge Rune Velta Anders Jacobsen Anders Fannemel Anders Bardal        | Tyskland         |      |
| 2      | 17 jan 2015 | Zakopane    | Wielka Krokiew           | HS 134 (kväll) | Tyskland Michael Neumayer Richard Freitag Marinus Kraus Severin Freund        | Österrike Michael Hayböck Gregor Schlierenzauer Thomas Diethart Stefan Kraft | Slovenien Jurij Tepeš Nejc Dežman Jernej Damjan Peter Prevc           | Tyskland         |      |
| 3      | 31 jan 2015 | Willingen   | Mühlenkopfschanze        | HS 145 (kväll) | Slovenien Jurij Tepeš Nejc Dežman Jernej Damjan Peter Prevc                   | Tyskland Markus Eisenbichler Richard Freitag Marinus Kraus Severin Freund    | Norge Rune Velta Anders Jacobsen Anders Fannemel Tom Hilde            | Tyskland         |      |
| 4      | 7 mar 2015  | Lahtis      | Salpausselkä-backarna    | HS 130         | Norge Rune Velta Anders Jacobsen Anders Fannemel Anders Bardal                | Tyskland Markus Eisenbichler Richard Freitag Marinus Kraus Severin Freund    | Japan Reruhi Shimizu Daiki Itō Noriaki Kasai Taku Takeuchi            | Tyskland         |      |
| 4      | 21 mar 2015 | Planica     | Letalnica bratov Gorišek | HS 225         | Slovenien Jurij Tepeš Anže Semenič Robert Kranjec Peter Prevc                 | Österrike Michael Hayböck Gregor Schlierenzauer Manuel Fettner Stefan Kraft  | Norge Rune Velta Johann André Forfang Anders Fannemel Kenneth Gangnes | Tyskland         |      |

## Tävlingskalender - damer
Damerna kör 14 omgångar säsongen 2014/2015.

### Individuella tävlingar
| Omgång                                                       | Datum       | Plats       | Backens namn                | Disciplin      | Etta                                  | Tvåa                       | Trea                   | Gula ledartröjan                                   | Ref. |
| ------------------------------------------------------------ | ----------- | ----------- | --------------------------- | -------------- | ------------------------------------- | -------------------------- | ---------------------- | -------------------------------------------------- | ---- |
| 1                                                            | 5 dec 2014  | Lillehammer | Lysgårdsbakken              | HS 100 (kväll) | Špela Rogelj                          | Daniela Iraschko-Stolz     | Sara Takanashi         | Špela Rogelj                                       |      |
| 2                                                            | 10 jan 2015 | Sapporo     | Miyanomori Janpu Kyōgijō    | HS 100         | Sara Takanashi                        | Daniela Iraschko-Stolz     | Špela Rogelj           | Špela Rogelj Daniela Iraschko-Stolz Sara Takanashi |      |
| 3                                                            | 11 jan 2015 | Sapporo     | Miyanomori Janpu Kyōgijō    | HS 100         | Sara Takanashi                        | Carina Vogt                | Chiara Hölzl           | Sara Takanashi                                     |      |
| 4                                                            | 17 jan 2015 | Zaō         | Zaō jampu-dai               | HS 100         | inställt                              | inställt                   | inställt               | Sara Takanashi                                     |      |
| 5                                                            | 18 jan 2015 | Zaō         | Zaō jampu-dai               | HS 100         | Carina Vogt                           | Irina Andreevna Avvakumova | Špela Rogelj           | Sara Takanashi                                     |      |
| 6                                                            | 24 jan 2015 | Oberstdorf  | Schattenbergschanze         | HS 106         | Daniela Iraschko-Stolz                | Carina Vogt                | Sara Takanashi         | Daniela Iraschko-Stolz                             |      |
| 7                                                            | 25 jan 2015 | Oberstdorf  | Schattenbergschanze         | HS 106         | Daniela Iraschko-Stolz                | Carina Vogt                | Taylor Henrich         | Daniela Iraschko-Stolz                             |      |
| 8                                                            | 31 jan 2015 | Hinzenbach  | Langenwaldschanze           | HS 94          | Daniela Iraschko-Stolz                | Carina Vogt                | Sara Takanashi         | Daniela Iraschko-Stolz                             |      |
| 9                                                            | 1 feb 2015  | Hinzenbach  | Langenwaldschanze           | HS 94          | Carina Vogt                           | Daniela Iraschko-Stolz     | Špela Rogelj           | Daniela Iraschko-Stolz                             |      |
| 10                                                           | 7 feb 2015  | Râșnov      | Trambulina Valea Cărbunării | HS 100         | Daniela Iraschko-Stolz                | Sara Takanashi             | Maren Lundby           | Daniela Iraschko-Stolz                             |      |
| 11                                                           | 8 feb 2015  | Râșnov      | Trambulina Valea Cărbunării | HS 100         | Sara Takanashi                        | Nita Englund               | Daniela Iraschko-Stolz | Daniela Iraschko-Stolz                             |      |
| 12                                                           | 14 feb 2015 | Ljubno      | K-85                        | HS 95          | Sara Takanashi                        | Daniela Iraschko-Stolz     | Sarah Hendrickson      | Daniela Iraschko-Stolz                             |      |
| 13                                                           | 15 feb 2015 | Ljubno      | K-85                        | HS 95          | Daniela Iraschko-Stolz Sara Takanashi |                            | Sarah Hendrickson      | Daniela Iraschko-Stolz                             |      |
| Världsmästerskapen i nordisk skidsport (18 feb - 1 Mar 2015) |             |             |                             |                |                                       |                            |                        |                                                    |      |
| 14                                                           | 13 mar 2015 | Oslo        | Holmenkollbakken            | HS 134         | Sara Takanashi                        | Sarah Hendrickson          | Taylor Henrich         | Daniela Iraschko-Stolz                             |      |